# Copa de Campeones de la Concacaf 1964
La Copa de Campeones de 1964 fue un intento de la cuarta edición de la Copa de Campeones de la Concacaf, que fue cancelada. 
En esta no hubo campeón ya que no pudo realizarse la final del torneo, por lo que fue declarado desierto.

## Zona Norteamericana

### Primera ronda
| Equipo Local Ida | Resultado | Equipo Visitante Ida | Ida | Vuelta |
| ---------------- | --------- | -------------------- | --- | ------ |
| América          | -         | Ukrainian Nationals  | -   | -      |

- América abandonó el torneo por causas desconocidas.

### Segunda ronda
| Equipo Local Ida | Resultado | Equipo Visitante Ida | Ida | Vuelta |
| ---------------- | --------- | -------------------- | --- | ------ |
| Guadalajara      | -         | Ukrainian Nationals  | -   | -      |

- Guadalajara abandonó el torneo por causas desconocidas y Ukrainian Nationals fue instalado en la Zona del Caribe.

## Zona Centroamericana

### Primera ronda

#### Municipal - Águila
| Equipo Local Ida | Resultado | Equipo Visitante Ida | Ida   | Vuelta |
| ---------------- | --------- | -------------------- | ----- | ------ |
| Águila           | 3 - 3     | Municipal            | 1 - 2 | 2 - 1  |

- Debido al empate global, se hizo un partido de desempate.

| 11 de octubre de 1964 | Municipal | 2:1 (Global 5:4) | Águila | Estadio Mateo Flores, Ciudad de Guatemala |  |
|                       | Clark     |                  | Mena   |                                           |  |

#### Uruguay de Coronado - Olimpia
| 26 de septiembre de 1964 | Olimpia | 0:2 (0:1) | Uruguay                       | Estadio Francisco Morazán, San Pedro Sula                 |                                                           |
|                          |         |           | Rodríguez 26' · Chavarría 62' | Asistencia: 20 000 espectadores Árbitro(s): Rito Martínez | Asistencia: 20 000 espectadores Árbitro(s): Rito Martínez |

| 27 de septiembre de 1964 | Uruguay                       | 2:1 (1:0) (Global 4:1) | Olimpia    | Estadio Nacional, Tegucigalpa   |                                 |
|                          | Chavarría 22' · Rodríguez 72' |                        | Taylor 69' | Árbitro(s): Marco Tulio Cárcamo | Árbitro(s): Marco Tulio Cárcamo |

### Segunda ronda
| 1 de noviembre de 1964 | Municipal | 1:3 (0:2) | Uruguay                       | Estadio Municipal, Mazatenango                          |                                                         |
|                        | Clark 73' |           | López 15' 70' · Rodríguez 35' | Asistencia: 5 000 espectadores Árbitro(s): Diego Di Leo | Asistencia: 5 000 espectadores Árbitro(s): Diego Di Leo |

| 4 de noviembre de 1964 | Uruguay          | 2:1 (1:0) (Global 5:2) | Municipal  | Estadio Nacional, San José                              |                                                         |
|                        | Chavarría 5' 55' |                        | Valdez 71' | Asistencia: 5 805 espectadores Árbitro(s): Ramón Mármol | Asistencia: 5 805 espectadores Árbitro(s): Ramón Mármol |

## Zona del Caribe

### Primera ronda

#### Industriales - YMCA
| 24 de septiembre de 1964 | YMCA     | 1:2 | Industriales      | Estadio Nacional, Kingston |  |
|                          | Davidson |     | Ricabal · Navarro |                            |  |

| 29 de septiembre de 1964 | Industriales                      | 4:2 (Global 6:3) | YMCA               | Estadio Pedro Marrero, La Habana |  |
|                          | Martínez 4, 65' · Navarro 56, 79' |                  | Carter 5' · Largie |                                  |  |

#### Leo Victor - Maple
| 24 de septiembre de 1964 | Maple | 4:1 | Leo Victor | Queen's Park Oval, Puerto España |  |

| 1 de octubre de 1964 | Leo Victor                 | 4:0 (Global 5:4) | Maple | Estadio Nacional, Paramaribo |  |
|                      | Griffith · Esajas · Marcet |                  |       |                              |  |

#### Aigle Noir - Veendam
| Equipo Local Ida | Resultado | Equipo Visitante Ida | Ida   | Vuelta |
| ---------------- | --------- | -------------------- | ----- | ------ |
| Aigle Noir       | 6 - 3     | Veendam              | 4 - 1 | 2 - 2  |

### Segunda ronda
| Equipo Local Ida | Resultado | Equipo Visitante Ida | Ida   | Vuelta |
| ---------------- | --------- | -------------------- | ----- | ------ |
| Industriales     | -         | Ukrainian Nationals  | -     | -      |
| Leo Victor       | 3 - 2     | Aigle Noir           | 2 - 1 | 1 - 1  |

- Industriales y Ukrainian Nationals abandonaron el torneo, por lo que Leo Victor avanzó a la final.

## Final
| Equipo Local Ida | Resultado | Equipo Visitante Ida | Ida | Vuelta |
| ---------------- | --------- | -------------------- | --- | ------ |
| Leo Victor       | -         | Uruguay de Coronado  | -   | -      |

- Nunca se llegó a jugar por motivos desconocidos.